# Lasfelde
Lasfelde is een dorp in de gemeente Osterode am Harz in het Landkreis Göttingen in Nedersaksen in Duitsland. Het wordt voor het eerst vermeld in een oorkonde uit de  twaalfde eeuw. De dorpskerk is gebouwd in 1882. 
In 1971 werd Lasfelde bij Osterode gevoegd. Het is sindsdien grotendeels met de stad samengegroeid. Het dorp vormt samen met Petershütte en Katzenstein een stadsdeel met een eigen Ortsrat.
- Gemeinsame Normdatei: 4690405-0
- Virtual International Authority File: 243874548